# Hidegvölgy (Mezőbánd község)
Hidegvölgy (románul: Valea Rece) falu Romániában, Maros megyében. Közigazgatásilag Mezőbánd községhez tartozik.

## Fekvése
A Mezőség délkeleti részén fekszik, Mezőbándtól 3 km-re nyugatra.